# ハンス・シュティレ
ハンス・ヴィルヘルム・シュティレ (Hans Wilhelm Stille, 1876年8月8日 - 1966年12月26日) は主に顕生代のテクトニクスと構造事象の対照調査についての業績で影響力のあるドイツの地質学者。

## 若年期と教育
ドイツのハノーファーに生まれ、ゲッティンゲンで教育を受けた。卒業研究ではトイトブルクの森の地域の山岳建造物について研究を行った。

## 経歴
卒業後は王立プロイセンの地質研究所に勤め、写真調査を行った。この研究がのちに構造学の研究に影響を与えた。
ゲッティンゲン大学の地質学教授の職を与えられた。ゲッティンゲン大学とのちに活動したベルリン大学において、顕生代におよそ50回起きた地球同期造山段階を1つの表にまとめあげた。この枠組みによると、これらの段階は地殻の一部が安定しようとする間の小さなパルスとして起こり、大陸は拡大される。1924年に造山活動と造陸活動のエピソードの変動期間を仮定する大陸の構造モデルを提案した。
その後の地殻内部の詳細な研究によって、シュティレは地向斜の考えを拡大にするに至った。この地質学の理論を総合した便利なものは20世紀半ばまで存続したが、プレートに完全に取って代わられた。プレートテクトニクスがより良い説明を提供したこともまた、地球同期造山段階というシュティレの考えの評価を下げた。特に、シュティレが地球同期サイクルと呼ぶことにした推進のメカニズムである海洋底拡大説は彼が死んだ年に提唱された。
1933年に古く安定な地殻の部分を記述するのに用いられるクラトンという用語を地質学の語彙に導入した。ゲオテクトニック・リサーチ・ジャーナルをフランツ・ロッツェとともに創刊した。

## 賞
ドイツ地質学会が毎年贈るハンス・シュティレ・メダルは彼の名前にちなんでいる。さらに鉱物のスチールアイト (ZnSe) や月のリンクルリッジのシティル尾根も彼にちなんでいる。